# Parviainen
Parviainen is een dorp binnen de Zweedse gemeente Haparanda. Het dorp is gelegen langs de rivier Keräsjoki. Parviainen is een legerplaats.
Alatalo · Barsk · Haparanda · Kangas · Kankaanranta · Karungi · Kattilasaari · Keräsjänkkä · Keräsjoki · Korpikylä · Korva · Kukkola · Lappträsk · Marielund · Mattila · Nikkala · Parviainen · Purra · Salmis · Seskarö · Säivis · Vojakkala · Vuono · Vittikko